# Монастырь Райтенхаслах
Монастырь Райтенхаслах (нем. Kloster Raitenhaslach) — бывшее мужское цистерцианское аббатство, располагавшееся в одноимённом районе баварского города Бургхаузен (Верхняя Бавария) и относившееся к епархии Пассау; был основан в 1143 году графом Вольфкером де Тегерваком и его женой Хеммой — как филиал Залемского аббатства; был распущен во время секуляризации в Баварии — в 1803 году; значительная часть (около половины) монастырских построек была вскоре снесена.

## История и описание
Монастырь был основан в 1143 году графом Вольфкером де Тегерваком и его женой Хеммой; со своего первоначального места расположения в районе современной общины Марктль, монастырь в 1146 году был перенесен в Райтенхаслах, который ещё в 788 году упоминался как собственность епархии Зальцбурга. Первые монахи и аббат Геро, который возглавлял молодой монастырь в течение первых 30 лет его существования, прибыли из Залемского аббатства — в дальнейшем аббаты Залема регулярно посещали свой филиальный монастырь.
Богатые речные ресурсы Райтенхаслахе удачно подходили цистерцианцами, специализировавшимся в рыбоводстве, поскольку избегали потребления в пищу мяса: даже сегодня несколько созданных в те годы рыбных прудов сохранились в непосредственной близости от бывшего монастыря. Помимо расширения за счёт окультуривания окружающих земель, монастырь рос за счёт пожертвований и приобретения владений: у монастыря было несколько облагаемых налогами деревень в районе Бургхаузена, а кроме того он владел винодельней в современной Нижней Австрии. Приходы нескольких церквей, включая ряд проходов в Альтёттинге, были подконтрольны монастырю.
С укреплением герцогов Виттельсбахов, которые проживали в соседнем замке Бургхаузен, влияние Зальцбурга на жизнь обители медленно, но неуклонно уменьшалось начиная примерно с середины XIII века. Виттельсбахи постепенно взяли на себя роль покровителем монастыря, который был расположен в приграничной зоне между их владениями и территорией архиепархии Зальцбурга. В 1258 году монастырь стал связан с родом Виттельсбахов, а в XV веке монастырская церковь служила местом захоронения герцогской семьи. В конце XV и начале XVI века, в период Реформации, Людвиг IX Богатый поддержал монастырь в его борьбе против протестантских доктрин.
За многие века своего существования монастырь неоднократно перестраивался: особенно активно это происходило в первой половине XVIII века — в тот период монастырская церковь обрела свою нынешнюю форму, будучи перестроена из романской базилики в храм в стиле барокко. Новый фасад был построен в 1751—1752 годах архитектором (мастером-строителем) Францем Алоизом Майром (1723—1771) из Тростберга. «Идеальный формы», свойственные комплексам зданий цистерцианских монастырей, строившихся по единым архитектурным канонам, сохранялась до начала XIX века — несмотря на многочисленные расширения и перестройки.
В 1803 году монастырь был распущен в ходе секуляризации в Баварии. Малопригодные для частного использования монастырские постройки долго не могли найти покупателя: после нескольких снижений цены, только «прибыльные» части монастыря — такие как пивоварня — перешли в частную собственность, а большинство зданий было снесено, включая новое здание библиотеки (завершенное только в 1785 году) и трапезную. Бывшая монастырская церковь стала приходской в 1806 году. С тех пор оставшиеся монастырские постройки служили школой, пивоварней, рестораном и домами с частными квартирами. В 1978 году части муниципалитета Райтенхаслах, в том числе и бывший монастырь, были включены в города Бургхаузен на правах района.